# A Garfield-show epizódjainak listája
Ez a lap Garfield-show című sorozat epizódjait mutatja be.

## Évados áttekintés
| Évad | Évad | Epizódok | Eredeti sugárzás   | Eredeti sugárzás    | Magyar sugárzás      | Magyar sugárzás      |
| Évad | Évad | Epizódok | Évadpremier        | Évadfinálé          | Évadpremier          | Évadfinálé           |
| ---- | ---- | -------- | ------------------ | ------------------- | -------------------- | -------------------- |
|      | 1    | 26 (52)  | 2008. december 22. | 2009. január 26.    | 2011. december 12.   | 2012. március 16.    |
|      | 2    | 26 (50)  | 2010. június 21.   | 2010. július 26.    | 2012. április 2.     | 2012. június 22.     |
|      | 3    | 26 (46)  | 2012. július 16.   | 2012. augusztus 25. | 2012. szeptember 3.  | 2012. december 22.   |
|      | 4    | 27 (54)  | 2013. február 25.  | 2013. június 15.    | 2013. szeptember 2.  | 2014. március 20.    |
|      | 5    | 2 (2)    | 2015. május 1.     | 2015. május 1.      | 2015. szeptember 26. | 2015. szeptember 26. |

## 1. évad
| #  | Eredeti cím                 | Magyar cím             | Eredeti premier    | Magyar premier                                                     |
| -- | --------------------------- | ---------------------- | ------------------ | ------------------------------------------------------------------ |
| 1  | Pasta Wars                  | Lasagna invázió        | 2008. december 22. | 2011. december 24. (RTL Klub) 2011. december 12. (Cartoon Network) |
| 1  | A Game of Cat and Mouse     | Egérfelesleg           | 2008. december 22. | 2011. december 24. (RTL Klub) 2011. december 12. (Cartoon Network) |
| 2  | Perfect Pizza               | A tökéletes pizza      | 2008. december 23. | 2011. december 25. (RTL Klub) 2011. december 13. (Cartoon Network) |
| 2  | Mother Garfield             | Madármentő akció       | 2008. december 23. | 2011. december 25. (RTL Klub) 2011. december 13. (Cartoon Network) |
| 3  | Pup in the Pound            | Kutyaszorítóban        | 2008. december 24. | 2011. december 26. (RTL Klub) 2011. december 14. (Cartoon Network) |
| 3  | Odie in Love                | Ubul szerelmes         | 2008. december 24. | 2011. december 26. (RTL Klub) 2011. december 14. (Cartoon Network) |
| 4  | Not So Sweet Sound of Music | Macskazene             | 2008. december 25. | 2011. december 31. (RTL Klub) 2011. december 15. (Cartoon Network) |
| 4  | Turkey Trouble              | Pulykavész             | 2008. december 25. | 2011. december 31. (RTL Klub) 2011. december 15. (Cartoon Network) |
| 5  | Catnap                      | Csendes Jack           | 2008. december 26. | 2012. január 7. (RTL Klub) 2011. december 16. (Cartoon Network)    |
| 5  | Agent X                     | A rejtélyes X ügynök   | 2008. december 26. | 2012. január 7. (RTL Klub) 2011. december 16. (Cartoon Network)    |
| 6  | Orange and Black            | Macszilla              | 2008. december 29. | 2012. január 8. (RTL Klub) 2011. december 19. (Cartoon Network)    |
| 6  | Freaky Monday               | Az a fránya hétfő      | 2008. december 29. | 2012. január 8. (RTL Klub) 2011. december 19. (Cartoon Network)    |
| 7  | King Nermal                 | Nermal király          | 2008. december 30. | 2012. január 14. (RTL Klub) 2011. december 20. (Cartoon Network)   |
| 7  | Desperately Seeking Pooky   | Mici nyomában          | 2008. december 30. | 2012. január 14. (RTL Klub) 2011. december 20. (Cartoon Network)   |
| 8  | Curse of the Were-Dog       | A telihold             | 2008. december 31. | 2012. január 15. (RTL Klub) 2011. december 21. (Cartoon Network)   |
| 8  | Meet the Parents            | Családi látogatás      | 2008. december 31. | 2012. január 15. (RTL Klub) 2011. december 21. (Cartoon Network)   |
| 9  | Down on the Farm            | Egy nap a farmon       | 2009. január 1.    | 2012. január 21. (RTL Klub) 2011. december 22. (Cartoon Network)   |
| 9  | The Pet Show                | Házikedvenc verseny    | 2009. január 1.    | 2012. január 21. (RTL Klub) 2011. december 22. (Cartoon Network)   |
| 10 | Pet Matchers                | Gazdicsere             | 2009. január 2.    | 2012. január 22. (RTL Klub) 2011. december 23. (Cartoon Network)   |
| 10 | Lucky Charm                 | A szerencse fia        | 2009. január 2.    | 2012. január 22. (RTL Klub) 2011. december 23. (Cartoon Network)   |
| 11 | Bone Diggers                | Csontkeresők           | 2009. január 5.    | 2012. január 28. (RTL Klub) 2012. (Cartoon Network)                |
| 11 | The Robot                   | A robot                | 2009. január 5.    | 2012. január 28. (RTL Klub) 2012. (Cartoon Network)                |
| 12 | High Scale                  | A gonosz mérleg        | 2009. január 6.    | 2012. január 29. (RTL Klub) 2012. (Cartoon Network)                |
| 12 | Jon's Night Out             | Az alvajáró            | 2009. január 6.    | 2012. január 29. (RTL Klub) 2012. (Cartoon Network)                |
| 13 | Curse of the Cat People     | Időutazás              | 2009. január 6.    | 2012. február 4. (RTL Klub) 2012. (Cartoon Network)                |
| 13 | Glenda & Odessa             | Álruhában              | 2009. január 6.    | 2012. február 4. (RTL Klub) 2012. (Cartoon Network)                |
| 14 | It's a Cat's World          | Fordított világ        | 2009. január 8.    | 2012. február 5. (RTL Klub) 2012. (Cartoon Network)                |
| 14 | Extreme Housebreaking       | A macskaidomár         | 2009. január 8.    | 2012. február 5. (RTL Klub) 2012. (Cartoon Network)                |
| 15 | Time Twist                  | Macska az űrben        | 2009. január 9.    | 2012. február 11. (RTL Klub) 2012. (Cartoon Network)               |
| 15 | Fame Fatale                 | A hírnév átka          | 2009. január 9.    | 2012. február 11. (RTL Klub) 2012. (Cartoon Network)               |
| 16 | Underwater World            | Vízalatti kalandok     | 2009. január 12.   | 2012. február 12. (RTL Klub) 2012. (Cartoon Network)               |
| 16 | Fish to Fry                 | Halból is megárt a sok | 2009. január 12.   | 2012. február 12. (RTL Klub) 2012. (Cartoon Network)               |
| 17 | Little Yellow Riding Hood   | A kis farkas           | 2009. január 13.   | 2012. február 18. (RTL Klub) 2012. (Cartoon Network)               |
| 17 | Time Master                 | Az idő ura             | 2009. január 13.   | 2012. február 18. (RTL Klub) 2012. (Cartoon Network)               |
| 18 | Family Picture              | A családi fotó         | 2009. január 14.   | 2012. február 19. (RTL Klub) 2012. (Cartoon Network)               |
| 18 | Virtualodeon                | Virtuális világ        | 2009. január 14.   | 2012. február 19. (RTL Klub) 2012. (Cartoon Network)               |
| 19 | Mailman Blues               | Az új postás           | 2009. január 15.   | 2012. február 25. (RTL Klub) 2012. (Cartoon Network)               |
| 19 | Caroling Capers             | Karácsonyi ének        | 2009. január 15.   | 2012. február 25. (RTL Klub) 2012. (Cartoon Network)               |
| 20 | Heir Apparent               | Az örökség             | 2009. január 16.   | 2012. február 26. (RTL Klub) 2012. (Cartoon Network)               |
| 20 | From the Oven               | Veszélyes főzőcske     | 2009. január 16.   | 2012. február 26. (RTL Klub) 2012. (Cartoon Network)               |
| 21 | Neighbor Nathan             | Ubul a pácban          | 2009. január 19.   | 2012. március 3. (RTL Klub) 2012. (Cartoon Network)                |
| 21 | History of Dog              | Kutyavilág             | 2009. január 19.   | 2012. március 3. (RTL Klub) 2012. (Cartoon Network)                |
| 22 | Up a Tree                   | Mókusvadászat          | 2009. január 20.   | 2012. március 4. (RTL Klub) 2012. (Cartoon Network)                |
| 22 | It's a Cheese World         | Sajtból van a világ    | 2009. január 20.   | 2012. március 4. (RTL Klub) 2012. (Cartoon Network)                |
| 23 | Nice to Nermal              | Rosszabb már nem lehet | 2009. január 21.   | 2012. március 10. (RTL Klub) 2012. (Cartoon Network)               |
| 23 | Out on a Limb               | Egy nap a fa tetején   | 2009. január 21.   | 2012. március 10. (RTL Klub) 2012. (Cartoon Network)               |
| 24 | Super Me                    | A szuperhős            | 2009. január 22.   | 2012. március 11. (RTL Klub) 2012. (Cartoon Network)               |
| 24 | Mastermind                  | A gondolatolvasó       | 2009. január 22.   | 2012. március 11. (RTL Klub) 2012. (Cartoon Network)               |
| 25 | The Amazing Flying Dog      | A repülő kutya         | 2009. január 23.   | 2012. március 15. (RTL Klub) 2012. (Cartoon Network)               |
| 25 | The Last Word               | A koplalás órája       | 2009. január 23.   | 2012. március 15. (RTL Klub) 2012. (Cartoon Network)               |
| 26 | Iceman                      | A fagyiskocsi          | 2009. január 26.   | 2012. március 16. (RTL Klub) 2012. (Cartoon Network)               |
| 26 | T3000                       | Robotsintér            | 2009. január 26.   | 2012. március 16. (RTL Klub) 2012. (Cartoon Network)               |

## 2. évad
| #  | Eredeti cím                 | Magyar cím                      | Eredeti premier  | Magyar premier                                                     |
| -- | --------------------------- | ------------------------------- | ---------------- | ------------------------------------------------------------------ |
| 1  | Home for the Holidays       | Ünnepi készülődés               | 2010. június 21. | 2012. április 2./3. (Cartoon Network) 2013. november 1. (RTL Klub) |
| 2  | The Art of Being Uncute     | A nem-cukiság művészete         | 2010. június 22. | 2012. április 6. (Cartoon Network) 2013. november 2. (RTL Klub)    |
| 2  | The Haunted House           | A kísértetház                   | 2010. június 22. | 2012. április 16. (Cartoon Network) 2013. november 3. (RTL Klub)   |
| 3  | Night of the Bunny Slippers | A nyuszis papucs éjszakája      | 2010. június 23. | 2012. április 9. (Cartoon Network) 2013. november 9. (RTL Klub)    |
| 3  | Planet of Poultry           | Baromfi bolygó                  | 2010. június 23. | 2012. április 18. (Cartoon Network) 2013. december 21. (RTL Klub)  |
| 4  | History of Cats             | A macskák története             | 2010. június 24. | 2012. május 4. (Cartoon Network) 2013. november 16. (RTL Klub)     |
| 4  | The Spy Who Fed Me          | A kém, aki etetett engem        | 2010. június 24. | 2012. április 12. (Cartoon Network) 2013. november 17. (RTL Klub)  |
| 5  | Gravity of the Situation    | Gravitációs zűr                 | 2010. június 25. | 2012. április 5. (Cartoon Network) 2013. november 23. (RTL Klub)   |
| 5  | Ticket to Riches            | Gazdagék                        | 2010. június 25. | 2012. április 4. (Cartoon Network) 2013. november 24. (RTL Klub)   |
| 6  | Which Witch                 | Kánya, kánya, boszorkánya       | 2010. június 28. | 2012. április 17. (Cartoon Network) 2013. november 30. (RTL Klub)  |
| 6  | The Big Sneeze              | A tüsszentés                    | 2010. június 28. | 2012. április 11. (Cartoon Network) 2013. december 1. (RTL Klub)   |
| 7  | Blasteroid                  | A fasírtoida                    | 2010. június 29. | 2012. április 10. (Cartoon Network) 2013. december 7. (RTL Klub)   |
| 7  | Meet Max Mouse              | Max, a macskagyűlölő            | 2010. június 29. | 2012. április 13. (Cartoon Network) 2013. december 8. (RTL Klub)   |
| 8  | Odie for Sale               | Ubul eladó                      | 2010. június 30. | 2012. április 25. (Cartoon Network) 2013. december 24. (RTL Klub)  |
| 8  | Guest from Beyond           | Fontos vendég                   | 2010. június 30. | 2012. május 11. (Cartoon Network) 2013. december 15. (RTL Klub)    |
| 9  | Cyber Mailman               | Virtuális postás                | 2010. július 1.  | 2012. április 24. (Cartoon Network) 2013. november 10. (RTL Klub)  |
| 9  | Farm Fresh Feline           | Tanyasi macska                  | 2010. július 1.  | 2012. április 20. (Cartoon Network) 2013. december 22. (RTL Klub)  |
| 10 | With Four You Get Pizza     | Családi pizzavacsora            | 2010. július 2.  | 2012. április 19. (Cartoon Network) 2013. december 14. (RTL Klub)  |
| 10 | Master Chef                 | Mesterszakács                   | 2010. július 2.  | 2012. április 10. (Cartoon Network) 2013. december 25. (RTL Klub)  |
| 11 | Honey I Shrunk The Pets     | Drágám, a kedvencek összementek | 2010. július 5.  | 2012. május 2. (Cartoon Network) 2013. december 27. (RTL Klub)     |
| 11 | Garfield Astray             | Amnézia                         | 2010. július 5.  | 2012. május 3. (Cartoon Network) 2013. december 29. (RTL Klub)     |
| 12 | Black Cat Blues             | Fekete macska blúz              | 2010. július 6.  | 2012. május 7. (Cartoon Network) 2014. január 4. (RTL Klub)        |
| 12 | Dogs Day                    | Kutya napok                     | 2010. július 6.  | 2012. április 23. (Cartoon Network) 2014. január 5. (RTL Klub)     |
| 13 | The Bluebird of Happiness   | A boldogság kék madara          | 2010. július 7.  | 2012. április 26. (Cartoon Network) 2014. január 5. (RTL Klub)     |
| 13 | Inside Eddie Gourmand       | Eddie Gourmandban               | 2010. július 7.  | 2012. április 27. (Cartoon Network) 2014. március 15. (RTL Klub)   |
| 14 | Depths of a Salesman        | Az eladás mestere               | 2010. július 8.  | 2012. május 14. (Cartoon Network) 2014. március 16. (RTL Klub)     |
| 14 | Night of the Apparatuses    | A gépek lázadása                | 2010. július 8.  | 2012. május 15. (Cartoon Network) 2014. március 22. (RTL Klub)     |
| 15 | Everythings’ Relative       | Minden relatív                  | 2010. július 9.  | 2012. május 1. (Cartoon Network) 2014. március 29. (RTL Klub)      |
| 15 | Land of Hold                | Tartsa a vonalat!               | 2010. július 9.  | 2012. május 16. (Cartoon Network) 2014. március 29. (RTL Klub)     |
| 16 | Fido Food Feline            | Macskajaj                       | 2010. július 12. | 2012. április 30. (Cartoon Network) 2014. április 5. (RTL Klub)    |
| 16 | Cuter Than Cute             | Cukibb a cukinál                | 2010. július 12. | 2012. május 8. (Cartoon Network) 2014. április 12. (RTL Klub)      |
| 17 | A Gripping Tale             | Ragadós történet                | 2010. július 13. | 2012. május 18. (Cartoon Network) 2014. április 12. (RTL Klub)     |
| 17 | Penny Henny                 | Tyúk Ica                        | 2010. július 13. | 2012. május 17. (Cartoon Network) 2014. április 19. (RTL Klub)     |
| 18 | Wicked Wishes               | Őrült kívánságok                | 2010. július 14. | 2012. május 21. (Cartoon Network) 2014. április 19. (RTL Klub)     |
| 18 | Jumbo Shrimpy               | Fáni, az elefánt                | 2010. július 14. | 2012. május 22. (Cartoon Network) 2014. április 20. (RTL Klub)     |
| 19 | Pirate Gold                 | A kalózok aranya                | 2010. július 15. | 2012. május 23. (Cartoon Network) 2014. április 20. (RTL Klub)     |
| 19 | Me, Garfield and I          | Én és én, meg Garfield          | 2010. július 15. | 2012. május 24. (Cartoon Network) 2014. április 26. (RTL Klub)     |
| 20 | Great Pizza Race            | Ingyen pizza                    | 2010. július 16. | 2012. május 9. (Cartoon Network) 2014. április 27. (RTL Klub)      |
| 20 | Full of Beans               | A mexikói ugróbab               | 2010. július 16. | 2012. május 29. (Cartoon Network) 2014. április 27. (RTL Klub)     |
| 21 | Detective Odie              | Ubul, a detektív                | 2010. július 19. | 2012. május 25. (Cartoon Network) 2014. május 3. (RTL Klub)        |
| 21 | Stealing Home               | Otthonlopás                     | 2010. július 19. | 2012. május 28. (Cartoon Network) 2014. május 3. (RTL Klub)        |
| 22 | Love & Lasagna              | Szerelem és lasagna             | 2010. július 20. | 2012. május 30. (Cartoon Network) 2014. május 4. (RTL Klub)        |
| 22 | True Colors                 | Színhiba                        | 2010. július 20. | 2012. május 31. (Cartoon Network) 2014. május 4. (RTL Klub)        |
| 23 | Rain or Shine               | Ha esik, ha fúj                 | 2010. július 21. | 2012. június 7. (Cartoon Network) 2014. május 10. (RTL Klub)       |
| 23 | Mind Over Mouse             | Egérfeletti képességek          | 2010. július 21. | 2012. június 1. (Cartoon Network) 2014. május 11. (RTL Klub)       |
| 24 | The Big Sleep               | A nagy alvás                    | 2010. július 22. | 2012. június 4. (Cartoon Network) 2014. május 17. (RTL Klub)       |
| 24 | Pampered Pussycat           | Macska a burokban               | 2010. július 22. | 2012. június 5. (Cartoon Network) 2014. május 18. (RTL Klub)       |
| 25 | The Mole Express            | A vakondexpressz                | 2010. július 23. | 2012. június 8. (Cartoon Network) 2014. május 24. (RTL Klub)       |
| 25 | Parrot Blues                | Papagáj blúz                    | 2010. július 23. | 2012. június 6. (Cartoon Network) 2014. május 25. (RTL Klub)       |
| 26 | Unfair Weather              | Idétlen időjárás                | 2010. július 26. | 2012. június 22. (Cartoon Network) 2014. május 31. (RTL Klub)      |

## 3. évad
| #     | Eredeti cím                    | Magyar cím                      | Eredeti premier     | Magyar premier                                                                                           |
| ----- | ------------------------------ | ------------------------------- | ------------------- | --- |
| 1     | Little Angel                   | Az ördögi cica                  | 2012. július 16.    | 2012. október 8. (Cartoon Network) 2014. június 1. (RTL Klub)                                            |
| 1     | Two Times the Trouble          | Ikerből is megárt a sok         | 2012. július 16.    | 2012. december 3. (Cartoon Network) 2014. június 7. (RTL Klub)                                           |
| 2-3   | Furry Tales                    | Bundás kandúr                   | 2012. július 21.    | 2012. szeptember 3. (Boomerang) 2012. október 1. (Cartoon Network) 2014. július 5./6./19./20. (RTL Klub) |
| 4     | Kind to Kittens                | Cicatörvény                     | 2012. július 17.    | 2012. október 5. (Cartoon Network) 2014. június 7. (RTL Klub)                                            |
| 4     | Land of Later                  | Amit ma megtehetsz...           | 2012. július 18.    | 2012. október 10. (Cartoon Network) 2014. június 18. (RTL Klub)                                          |
| 5     | Laugh in a Can                 | Zűrös adás                      | 2012. július 18.    | 2012. október 11. (Cartoon Network) 2014. június 14. (RTL Klub)                                          |
| 5     | The Caped Avenger Rides Again! | A köpenyes bosszúálló visszatér | 2012. július 19.    | 2012. október 15. (Cartoon Network) 2014. június 21. (RTL Klub)                                          |
| 6     | The Great Trade-Off            | Szerepcsere                     | 2012. július 17.    | 2012. december 4. (Cartoon Network) 2014. június 8. (RTL Klub)                                           |
| 6     | Prehistoric Pup                | Irány az őskor!                 | 2012. július 19.    | 2012. október 9. (Cartoon Network) 2014. június 15. (RTL Klub)                                           |
| 7     | The Superhero Apprentice       | A szárnysegéd                   | 2012. július 20.    | 2012. október 16. (Cartoon Network) 2014. június 29. (RTL Klub)                                          |
| 7     | Teddy Dearest                  | Kedves mackóm                   | 2012. július 23.    | 2012. október 18. (Cartoon Network) 2014. december 21. (RTL Klub)                                        |
| 8     | The Non-Garfield Show          | Szokatlan show                  | 2012. július 23.    | 2012. október 12. (Cartoon Network) 2014. augusztus 3. (RTL Klub)                                        |
| 8     | What a Difference a Pet Makes  | Rajongói levelek                | 2012. július 24.    | 2012. október 22. (Cartoon Network) 2014. december 24. (RTL Klub)                                        |
| 9     | Bath Day                       | Kalandok a fürdőkádban          | 2012. július 20.    | 2012. október 19. (Cartoon Network) 2014. június 22. (RTL Klub)                                          |
| 9     | Partners in Mime               | A pantomim verseny              | 2012. július 24.    | 2012. október 24. (Cartoon Network) 2014. december 24. (RTL Klub)                                        |
| 10    | Garfield Gets Canned           | A csintalan görény              | 2012. július 25.    | 2012. október 23. (Cartoon Network) 2014. december 29. (RTL Klub)                                        |
| 10    | Boris the Snowman              | Boris, a hóember                | 2012. július 25.    | 2012. október 25. (Cartoon Network) 2014. december 29. (RTL Klub)                                        |
| 11    | Muscle Mouse                   | Az izomegér                     | 2012. július 26.    | 2012. november 1. (Cartoon Network) 2014. december 20. (RTL Klub)                                        |
| 11    | Cupid Cat                      | Garfield, a kerítő              | 2012. július 27.    | 2012. november 5. (Cartoon Network) 2015. január 10. (RTL Klub)                                          |
| 12-13 | Long Lost Lyman                | A Zabadu nyomában               | 2012. augusztus 18. | 2012. december 22. (Cartoon Network) 2014. december 25./27./28. (RTL Klub)                               |
| 14    | The Garfield-Only Show         | Az egyszemélyes show            | 2012. július 27.    | 2012. november 9. (Cartoon Network) 2015. január 10. (RTL Klub)                                          |
| 14    | Every Witch Way                | Boszorkányos történet           | 2012. július 26.    | 2012. november 7. (Cartoon Network) 2015. január 1. (RTL Klub)                                           |
| 15    | More Than Meets the Eye        | A láthatatlan                   | 2012. július 30.    | 2012. november 15. (Cartoon Network) 2015. január 11. (RTL Klub)                                         |
| 15    | Fast Friends                   | Gyors haverok                   | 2012. július 31.    | 2012. november 16. (Cartoon Network) 2015. január 17. (RTL Klub)                                         |
| 16    | Smartest Dog in the World      | A világ legokosabb kutyája      | 2012. július 30.    | 2012. november 13. (Cartoon Network) 2015. január 11. (RTL Klub)                                         |
| 16    | The Mysterious Machine         | A rejtélyes masina              | 2012. augusztus 10. | 2012. november 21. (Cartoon Network) 2015. január 24. (RTL Klub)                                         |
| 17    | It’s About Time                | Épp idejében                    | 2012. augusztus 1.  | 2012. október 30. (Cartoon Network) 2015. január 24. (RTL Klub)                                          |
| 17    | Farmer Garfield                | Garfield gazda                  | 2012. augusztus 1.  | 2012. november 14. (Cartoon Network) 2015. január 25. (RTL Klub)                                         |
| 18    | Fitness Crazed                 | Fitnesz őrület                  | 2012. augusztus 2.  | 2012. november 22. (Cartoon Network) 2015. január 31. (RTL Klub)                                         |
| 18    | My Friend, Nermal              | Barátom, Nermal                 | 2012. augusztus 2.  | 2012. november 27. (Cartoon Network) 2015. január 31. (RTL Klub)                                         |
| 19    | Filthy Fugitives               | Mocskos szökevények             | 2012. július 31.    | 2012. november 12. (Cartoon Network) 2015. január 17. (RTL Klub)                                         |
| 19    | Where’s Odie?                  | Hová tűnt Ubul?                 | 2012. augusztus 10. | 2012. november 19. (Cartoon Network) 2015. január 18. (RTL Klub)                                         |
| 20    | Take a Ferret to Lunch         | Ebéd görénnyel                  | 2012. augusztus 9.  | 2012. november 28. (Cartoon Network) 2015. február 14. (RTL Klub)                                        |
| 20    | Problems, Problems, Problems   | A probléma megoldó              | 2012. augusztus 9.  | 2012. november 30. (Cartoon Network) 2015. február 14. (RTL Klub)                                        |
| 21-22 | Little Trouble in Big China    | Kis zűr a nagy Kínában          | 2012. augusztus 25. | 2012. november 23. (Cartoon Network) 2015. január 1./3./10. (RTL Klub)                                   |
| 23    | The Golden Lasagna Awards      | Az arany lasagna díj            | 2012. augusztus 3.  | 2012. október 26. (Cartoon Network) 2015. január 31. (RTL Klub)                                          |
| 23    | The Control Freak              | Hatalom őrület                  | 2012. augusztus 3.  | 2012. november 6. (Cartoon Network) 2015. február 1. (RTL Klub)                                          |
| 24    | Online Arbuckle                | Online Arbuckle                 | 2012. augusztus 6.  | 2012. október 31. (Cartoon Network) 2015. február 1. (RTL Klub)                                          |
| 24    | Revenge of the Cat People      | A macskalények busszúja         | 2012. augusztus 6.  | 2012. november 8. (Cartoon Network) 2015. február 7. (RTL Klub)                                          |
| 25    | Doggone Jon                    | Jon, a sintér                   | 2012. augusztus 7.  | 2012. november 20. (Cartoon Network) 2015. január 18. (RTL Klub)                                         |
| 25    | Pawparazzi                     | A lesifotós                     | 2012. augusztus 7.  | 2012. október 29. (Cartoon Network) 2015. február 7. (RTL Klub)                                          |
| 26    | Bride and Broom                | Míg a madár el nem választ      | 2012. augusztus 8.  | 2012. november 29. (Cartoon Network) 2015. február 8. (RTL Klub)                                         |
| 26    | The Write Stuff                | A forgatókönyv                  | 2012. augusztus 8.  | 2012. november 2. (Cartoon Network) 2015. február 8. (RTL Klub)                                          |

## 4. évad
Ez az évad zömmel összekapcsolódó epizódokból áll, amelyek egy-egy filmet alkotnak.

| #  | Eredeti cím                                           | Magyar cím                                                  | Eredeti premier   | Magyar premier                      |
| -- | ----------------------------------------------------- | ----------------------------------------------------------- | ----------------- | ----------------------------------- |
| 1  | Lion Queen Part 1: Zoo Melody                         | Az oroszlánkirálynő 1. rész: Állatkerti dallamok            | 2013. május 11.   | 2013. szeptember 2. (Boomerang)     |
| 1  | Lion Queen Part 2: Welcome to Africa                  | Az oroszlánkirálynő 2. rész: Isten hozott Afrikában!        | 2013. május 11.   | 2013. szeptember 3. (Boomerang)     |
| 2  | Lion Queen Part 3: Life Outside                       | Az oroszlánkirálynő 3. rész: Élet a vadonban                | 2013. május 11.   | 2013. szeptember 4. (Boomerang)     |
| 2  | Lion Queen Part 4: King of Cats                       | Az oroszlánkirálynő 4. rész: A macskák királya              | 2013. május 11.   | 2013. szeptember 5. (Boomerang)     |
| 3  | Lion Queen Part 5: Open the Cages                     | Az oroszlánkirálynő 5. rész: Nyisd ki a ketreceket!         | 2013. május 11.   | 2013. szeptember 6. (Boomerang)     |
| 3  | Bewitched Part 1: Familiar Familiar                   | Megbabonázva 1. rész: Ismerős ismerős                       | 2013. május 18.   | 2013. szeptember 9. (Boomerang)     |
| 4  | Bewitched Part 2: Witches Just Wanna Have Fun         | Megbabonázva 2. rész: A boszik csak szórakozni akarnak      | 2013. május 18.   | 2013. szeptember 10. (Boomerang)    |
| 4  | Bewitched Part 3: The Heartless Witch                 | Megbabonázva 3. rész: A szívtelen boszorkány                | 2013. május 18.   | 2013. szeptember 11. (Boomerang)    |
| 5  | Bewitched Part 4: The Hall of Witchdom                | Megbabonázva 4. rész: A boszorkányság csarnoka              | 2013. május 18.   | 2013. szeptember 12. (Boomerang)    |
| 5  | Bewitched Part 5: Bewitched & Bewildered              | Megbabonázva 5. rész: Megtévesztve és megzavarva            | 2013. május 18.   | 2013. szeptember 13. (Boomerang)    |
| 6  | The Mean Machine Part 1: Too Smart Smartphones        | A gonosz gép 1. rész: Túl okos telefonok                    | 2013. május 25.   | 2013. szeptember 16. (Boomerang)    |
| 6  | The Mean Machine Part 2: Men of Metal                 | A gonosz gép 2. rész: Vasemberek                            | 2013. május 25.   | 2013. szeptember 17. (Boomerang)    |
| 7  | The Mean Machine Part 3: Robot Rampage                | A gonosz gép 3. rész: Robot tombolás                        | 2013. május 25.   | 2013. szeptember 18. (Boomerang)    |
| 7  | The Mean Machine Part 4: Rocket to Sprocket           | A gonosz gép 4. rész: Út a Sprocket-re                      | 2013. május 25.   | 2013. szeptember 19. (Boomerang)    |
| 8  | The Mean Machine Part 5: The Robot Revolution         | A gonosz gép 5. rész: Robotforradalom                       | 2013. május 25.   | 2013. szeptember 20. (Boomerang)    |
| 8  | Glitter Gulch Part 1: Go West, Young Cat              | A szikrázó szurdok 1. rész: Tarts nyugatra, fiatal barátom! | 2013. június 1.   | 2013. szeptember 23. (Boomerang)    |
| 9  | Glitter Gulch Part 2: Blazing Lasagna                 | A szikrázó szurdok 2. rész: Lángoló lasagna                 | 2013. június 1.   | 2013. szeptember 24. (Boomerang)    |
| 9  | Glitter Gulch Part 3: Showdown at Vito's              | A szikrázó szurdok 3. rész: Leszámolás                      | 2013. június 1.   | 2013. szeptember 25. (Boomerang)    |
| 10 | Glitter Gulch Part 4: Life on the Stage               | A szikrázó szurdok 4. rész: Filmvágta                       | 2013. június 1.   | 2013. szeptember 26. (Boomerang)    |
| 10 | Glitter Gulch Part 5: All That Glitters...            | A szikrázó szurdok 5. rész: Nem mind arany, ami fénylik     | 2013. június 1.   | 2013. szeptember 27. (Boomerang)    |
| 11 | Against All Tides Part 1: Scallywags & Sea Scoundrels | Szemben az árral 1. rész: Semmirekellők és gazemberek       | 2013. június 8.   | 2013. szeptember 30. (Boomerang)    |
| 11 | Against All Tides Part 2: Adventures on Aruba Island  | Szemben az árral 2. rész: Kaland az Aruba-szigeten          | 2013. június 8.   | 2013. október 1. (Boomerang)        |
| 12 | Against All Tides Part 3: Escape                      | Szemben az árral 3. rész: Menekülés                         | 2013. június 8.   | 2013. október 2. (Boomerang)        |
| 12 | Against All Tides Part 4: Feeding the Fish            | Szemben az árral 4. rész: Etesd a halat!                    | 2013. június 8.   | 2013. október 3. (Boomerang)        |
| 13 | Against All Tides Part 5: Return of the Queen         | Szemben az árral 5. rész: A királynő visszatér              | 2013. június 8.   | 2013. október 4. (Boomerang)        |
| 13 | Lasagna Tree Part 1: The Rat Pack                     | A lasagna fa 1. rész: A patkánybanda                        | 2013. június 15.  | 2014. március 1. (Cartoon Network)  |
| 14 | Lasagna Tree Part 2: Tree's Company                   | A lasagna fa 2. rész: A fa csoport                          | 2013. június 15.  | 2014. március 1. (Cartoon Network)  |
| 14 | Lasagna Tree Part 3: Roaming About Rome               | A lasagna fa 3. rész: Rohangálás Rómában                    | 2013. június 15.  | 2014. március 2. (Cartoon Network)  |
| 15 | Lasagna Tree Part 4: The Pasta Plant                  | A lasagna fa 4. rész: A tészta gyár                         | 2013. június 15.  | 2014. március 2. (Cartoon Network)  |
| 15 | Lasagna Tree Part 5: The Big Broadcast                | A lasagna fa 5. rész: A nagy adás                           | 2013. június 15.  | 2014. március 8. (Cartoon Network)  |
| 16 | Into the Wild Part 1: Call of the Wild                | Hív a vadon 1. rész: A vadon szava                          | 2013. május 4.    | 2014. március 8. (Cartoon Network)  |
| 16 | Into the Wild Part 2: Into the Woods                  | Hív a vadon 2. rész: Élet az erdőben                        | 2013. május 4.    | 2014. március 9. (Cartoon Network)  |
| 17 | Into the Wild Part 3: Nermal's First Kiss             | Hív a vadon 3. rész: Nermal első csókja                     | 2013. május 4.    | 2014. március 9. (Cartoon Network)  |
| 17 | Into the Wild Part 4: Where Eagles Don't Dare         | Hív a vadon 4. rész: Ahol a madár se jár                    | 2013. május 4.    | 2014. március 15. (Cartoon Network) |
| 18 | Into the Wild Part 5: Ugly Coyotes                    | Hív a vadon 5. rész: Prérifarkasok                          | 2013. május 4.    | 2014. március 15. (Cartoon Network) |
| 18 | Double Vision                                         | A jövőbe látó szemüveg                                      | 2013. február 25. | 2014. február 24. (Boomerang)       |
| 19 | My Cousin Petunia                                     | Petunia                                                     | 2013. február 26. | 2014. február 25. (Boomerang)       |
| 19 | Barking Mad                                           | Őrült ugatás                                                | 2013. február 27. | 2014. február 26. (Boomerang)       |
| 20 | Garfception                                           | Garfield álma                                               | 2013. február 28. | 2014. február 27. (Boomerang)       |
| 20 | For Mice                                              | A rág-csatorna                                              | 2013. március 1.  | 2014. február 28. (Boomerang)       |
| 21 | The Six-Can Solution                                  | A 6 konzerv esete                                           | 2013. március 4.  | 2014. március 3. (Boomerang)        |
| 21 | Silence of the Sheep                                  | A bárányok hallgatnak                                       | 2013. március 5.  | 2014. március 4. (Boomerang)        |
| 22 | Bulldog of Doom                                       | A végzet bulldogja                                          | 2013. március 6.  | 2014. március 5. (Boomerang)        |
| 22 | Mother Owl                                            | Bagolymama                                                  | 2013. március 7.  | 2014. március 6. (Boomerang)        |
| 23 | Home Sweet Home                                       | Otthon, édes otthon                                         | 2013. március 8.  | 2014. március 7. (Boomerang)        |
| 23 | Whatever Happened to Aunt Ivy?                        | Mi történt Ivy nénivel?                                     | 2013. március 11. | 2014. március 10. (Boomerang)       |
| 24 | Delicious Donut Day                                   | A fánk nap                                                  | 2013. március 12. | 2014. március 11. (Boomerang)       |
| 24 | Little Miss Mouse                                     | Egérkisasszony                                              | 2013. március 13. | 2014. március 12. (Boomerang)       |
| 25 | Stink, Stank, Skunk!                                  | Vigyázz, kész, borz!                                        | 2013. március 14. | 2014. március 13. (Boomerang)       |
| 25 | Jon 2                                                 | Jon 2                                                       | 2013. március 15. | 2014. március 14. (Boomerang)       |
| 26 | My Dog, the Cat                                       | Kutyám, a macska                                            | 2013. március 18. | 2014. március 17. (Boomerang)       |
| 26 | World Without Me                                      | A világ nélkülem                                            | 2013. március 19. | 2014. március 18. (Boomerang)       |
| 27 | Fraidy Cat                                            | A félénk macska                                             | 2013. március 20. | 2014. március 19. (Boomerang)       |
| 27 | The Very, Very Long Night                             | Egy hosszú éjszaka                                          | 2013. március 21. | 2014. március 20. (Boomerang)       |

## 5. évad
Ez az évad egyetlen, 4 részes összefüggő epizódból áll.

| #   | Eredeti cím                                  | Magyar cím                                           | Eredeti premier | Magyar premier                   |
| --- | -------------------------------------------- | ---------------------------------------------------- | --------------- | -------------------------------- |
| 1-2 | Rodent Rebellion Part 1: I Smell a Rat       | Rémes rágcsálóribillió 1. rész: Patkányszagot érzek  | 2015. május 1.  | 2015. szeptember 26. (Boomerang) |
| 1-2 | Rodent Rebellion Part 2: The Rat Invasion    | Rémes rágcsálóribillió 2. rész: Patkányinvázió       | 2015. május 1.  | 2015. szeptember 26. (Boomerang) |
| 1-2 | Rodent Rebellion Part 3: Ratzo's Revenge     | Rémes rágcsálóribillió 3. rész: Ratzo bosszúja       | 2015. május 1.  | 2015. szeptember 26. (Boomerang) |
| 1-2 | Rodent Rebellion Part 4: A Game of Cat & Rat | Rémes rágcsálóribillió 4. rész: Patkány-macska játék | 2015. május 1.  | 2015. szeptember 26. (Boomerang) |